# Solberga (commune d'Österåker)
Solberga est une localité de Suède dans la commune d'Österåker située dans le comté de Stockholm.
Sa population était de 540 habitants en 2019.